# Respimat

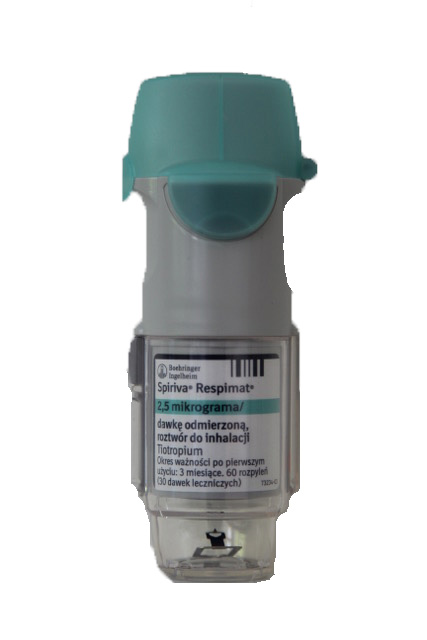
Spiriva Respimat

Respimat (inhalator miękkiej mgły ang. Respimat Soft Mist Inhaler) – inhalator typu MDLI (inhalator atomizujący w pojedynczym impulsie dawkę ciekłego leku, ang. metered dose liquid inhaler) dostarczający aerozol leczniczy o mniejszej prędkości i dłuższym czasie powstawania niż dawkujący inhalator ciśnieniowy (pMDI), do swojego działania nie wymagający gazu nośnego, stosowany w leczeniu przewlekłej obturacyjnej choroby płuc (POChP) oraz astmy oskrzelowej.

## Zasada działania
Inhalator Respimat jest inhalatorem całkowicie mechanicznym i do swojego działania nie wymaga gazu nośnego. Zasada jego pracy polega na przetłaczaniu pod ciśnieniem do 250 bar roztworu leku przez specjalnie zaprojektowaną głowicę ceramiczną o wymiarach 2 x 2,5 mm, w której wnętrzu znajdują się mikrokanały. Opuszczające głowicę dwa strumienie cieczy zderzają się pod ściśle określonym kątem. Efektem tego procesu jest powstanie porcji aerozolu o prędkości 0,8 m/s i czasie powstawania 1,3 s i o wielkości 65–80% kropel < 5,8 μm (dla dawkujących inhalatorów ciśnieniowych (pMDI) liczby te wynoszą odpowiednio prędkość aerozolu 2–6 m/s, czas powstawania 0,15–0,4 s, wielkość kropel 20–30 μm). Tak powstający aerozol został określony terminem „miękka mgła” ang. soft mist.

## Zastosowanie kliniczne
Respimat jest zarejestrowany do stosowania u pacjentów przewlekłą obturacyjną chorobą płuc (POChP) oraz astmą oskrzelową. Przez Respimat mogą być dostarczane następujące leki (2016): tiotropium, olodaterol oraz złożone preparaty zawierające tiotropium i olandaterol, ipratropium i fenoterol oraz ipratropium i salbutamol. 
Podawanie tiotropium przez Respimat w porównaniu do podawania przez inhalator proszkowy (DPI) nie jest związane ani z różną częstością działań ubocznych, ani też z poprawą w zakresie przebiegu przewlekłej obturacyjnej choroby płuc. Podawanie leku przez Respimat ma pozytywny wpływ na systematyczność leczenia, a inhalator jest postrzegany dobrze przez pacjentów. Depozycja leku podawanego przez Respimat jest znacząco lepsza u pacjentów mających nieprawidłową technikę inhalacyjną.